# Municipio de Jefferson (condado de Jefferson, Arkansas)
El municipio de Jefferson (en inglés: Jefferson Township) es un municipio ubicado en el condado de Jefferson en el estado estadounidense de Arkansas. En el año 2010 tenía una población de 2686 habitantes y una densidad poblacional de 23,15 personas por km².

## Geografía
El municipio de Jefferson se encuentra ubicado en las coordenadas 34°21′42″N 92°8′14″O / 34.36167, -92.13722. Según la Oficina del Censo de los Estados Unidos, el municipio tiene una superficie total de 116.05 km², de la cual 113.46 km² corresponden a tierra firme y (2.23%) 2.58 km² es agua.

## Demografía
Según el censo de 2010, había 2686 personas residiendo en el municipio de Jefferson. La densidad de población era de 23,15 hab./km². De los 2686 habitantes, el municipio de Jefferson estaba compuesto por el 90.62% blancos, el 6.07% eran afroamericanos, el 0.67% eran amerindios, el 0.41% eran asiáticos, el 0.04% eran isleños del Pacífico, el 0.6% eran de otras razas y el 1.6% pertenecían a dos o más razas. Del total de la población el 1.68% eran hispanos o latinos de cualquier raza.